# Småbild

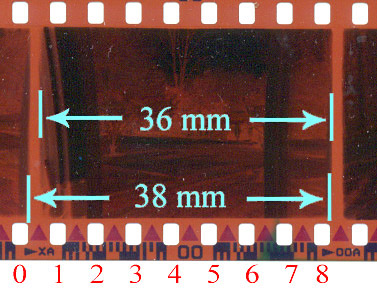
24 × 36 mm negativformat.

Småbildsformat är det filmformat som används i småbildskameror. Andra benämningar är 35 mm- eller 135-film (det vill säga negativformatet 24 × 36 mm). Detta är sedan länge det klart dominerande filmformatet för stillbildskameror. En 36-bilders filmrulle har en längd av ca 160–170 cm upprullad på en spole.

## Historia
Ursprunget till detta format är från omkring 1910-talet. Oskar Barnack som var utvecklingschef hos optikfirman Leitz i Wetzlar, var en inbiten amatörfotograf. Han tyckte att det blev lite besvärligt att behöva ta så många bilder med sin stora glasplåtskamera innan han blev riktigt nöjd med resultatet. På den tiden tillverkade de flesta fotografer själv sina glasplåtar; man gjorde i ordning så många man trodde sig behöva innan man gav sig ut på en expedition. Först vid framkallning (ute på fältet) såg man resultatet. Glasplåtar var tunga att bära, så han tog fram en liten behändig kamera som laddades med 35 mm biograffilm ("kinofilm"). Den använde han som en slags exponeringsmätare; när bilden blev rätt exponerad, visste han att samma inställningar kunde användas för glasplåtarna.
Andra fotografer blev mycket intresserade av denna uppfinning och eftersom Barnack satt i en idealisk position, togs det fram en riktig kamera med ungefärligen samma konstruktion som Barnacks "Urleica". Denna kamera fick bättre optik för att kompensera för det väsentligt mindre bildformatet och kallades för Leica (av Leitz Camera). Man behöll filmformatet eftersom biograffilm numera fanns överallt på grund av spelfilmens alltmer ökande popularitet. Biograffilmens perforering medgav exakt matning av filmen mellan exponeringarna. Som lämpligt negativformat valdes en liggande bild med sidoförhållande 2:3, vilket gav upphov till negativstorleken 24 × 36 mm.
Första världskriget gjorde att kameran introducerades först 1925 för allmänheten.
Kodak introducerade 135-film år 1934 med lanseringen av Retina-kameran samma år, och filmen kom snabbt till att bli standard för småbildskameror. Länge fick man ladda kassetter själv i mörkrum genom att köpa biograffilm på rulle eller i färdiga längder, och kassetterna varierade i utförande mellan exempelvis Leica, Contax och Agfa.

## Standardformatet
Småbilsformatet blev snabbt populärt och är sedan 1960-talet det dominerande formatet för stillbilder. Bakom detta fanns sannolikt väldigt många orsaker men den främsta torde vara smidigheten. Negativen och filmkassetterna är, mycket tack vare den yttre förseglingshylsan som skiljer småbildsformatet från 120-film, mycket lätta att hantera utan att man riskerar att rulla ut filmen av misstag. Andra fördelar är den pålitliga matningen av filmen med traktormatning i kombination med den enkla mekaniska konstruktionen, filmkassetten är rent mekaniskt obetydligt mer avancerad än på 120-filmen.
Samtidigt som kameran blir liten och smidig så är negativen tillräckligt stora för att tillåta kraftiga uppförstoringar eller delförstoringar. Den pålitliga filmmatningen hjälper också till i situationer då tidsbristen är påtaglig.
När kamerorna blev mer och mer elektroniska på 1980-talet kom DX-kodningen, först infört av Fujifilm. DX-kodningen är en streckkod på filmkassetten som låter kameran automatiskt, med hjälp av en sensor som läser av koden, ställa in kameran efter filmens ljuskänslighet.

## Andra format
Det finns även kameror som tar bilder på 135-film med formatet 18 × 24 mm (halvformat). Halvformatet slog aldrig riktigt igenom men framför allt Olympus gjorde en serie systemkameror i 18 × 24 mm vilka blev populära på grund av hög kvalitet och kompaktare format än för vanliga småbildskameror. Canon marknadsförde 1963-1971 kameramodellen Dial. Den fick nästan kultstatus i Sverige, trots fast optik. Den var behändig att arbeta med, liten i storlek och framför allt hade den fjäderdriven frammatning mellan bilderna.
Hasselblads X-Pan II använder formatet 24 × 65 mm.
De främsta konkurrenterna till småbildsformatet inom professionell fotografering är mellanformatskameran som dock är otymplig att bära omkring jämfört med småbildskameran. Det är för övrigt just jämfört med mellanformatskameran som småbildskamerorna och -filmen är just "små", därav namnet. Jämfört med dagens ultrakompakta digitalkameror är småbildskameran ju snarast ganska stor!
För amatörfotografen fanns 126 och senare 110-formatet, inte minst på Kodaks världskända instamatickamera och på 1990-talet introducerades APS, som dock blev kortlivat, inte minst på grund av digitalkamerans genombrott. Allt sedan 1960-talet är dock småbildsformatet standardformatet. Negativstorleken 24 × 36 mm har idag överförts till professionella digitalkameror med sensor i "fullformat" medan APS-systemets format 23 × 15 mm används i något billigare halvprofessionella digitalkameror med sensor i "halvformat".

## Tillverkare
- Leica, som uppfann själva formatet för stillbilder
- Kodak
- Fujifilm
- Konica
- Efke (Fotokemika)
- Foma
- Ilford
- Ferrania
- Agfa
- Orwo

## Bilder

Småbildsformatet och 35-mm-film
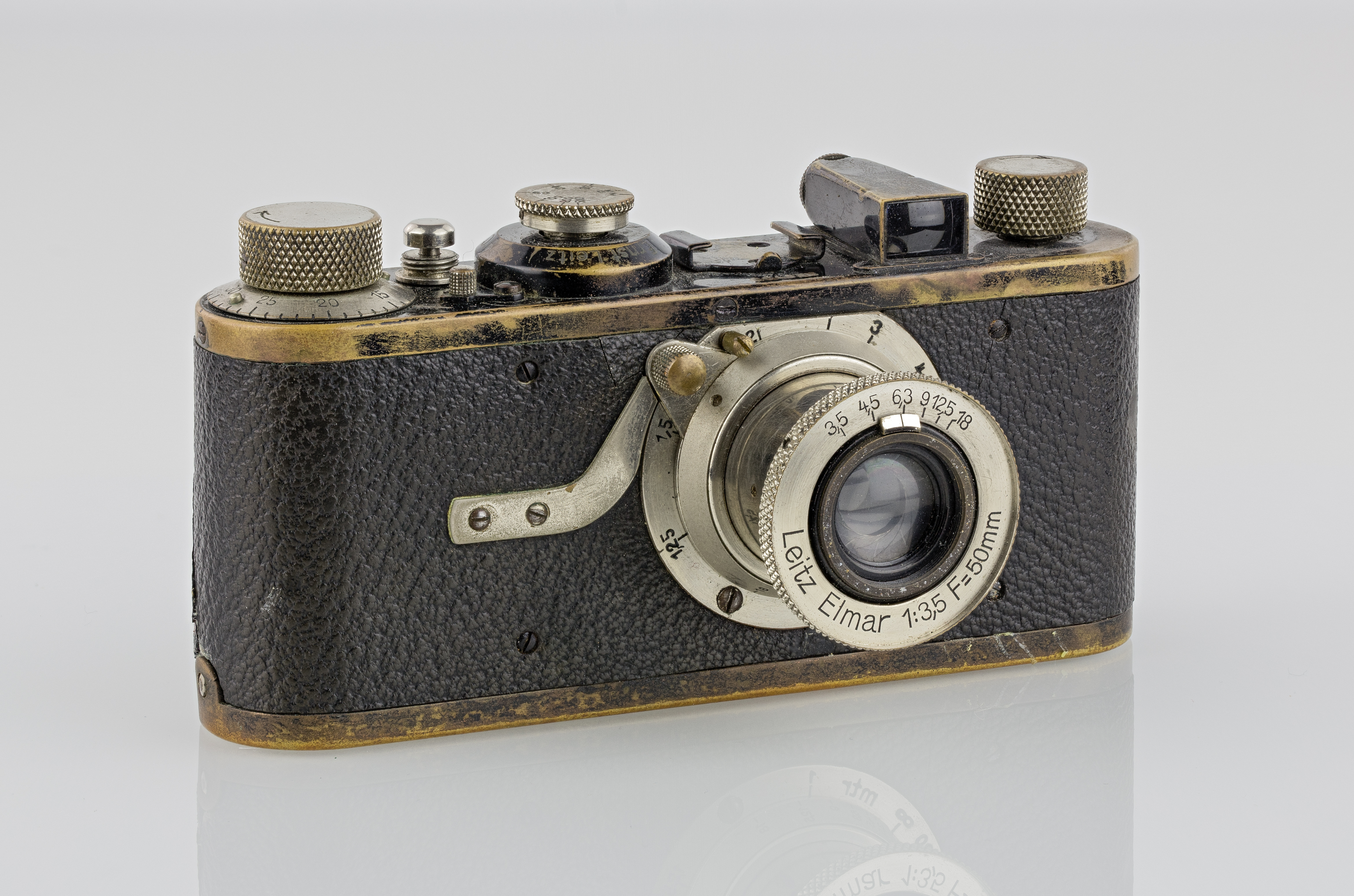
Leica I, 1927, den allra första kameran för 35-mm-film.
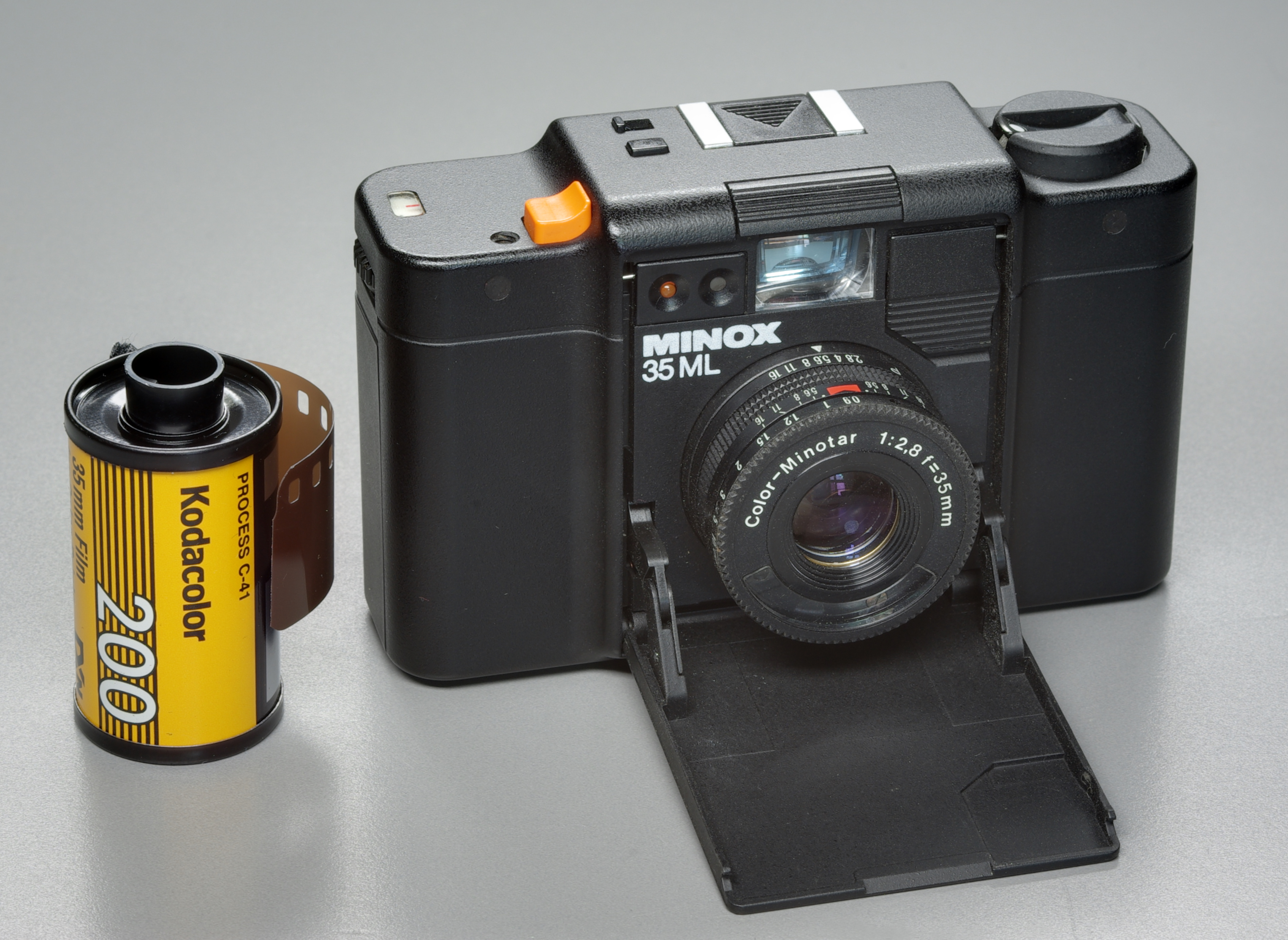
Minox 35 ML, en av de minsta kamerorna för 35-mm-film.
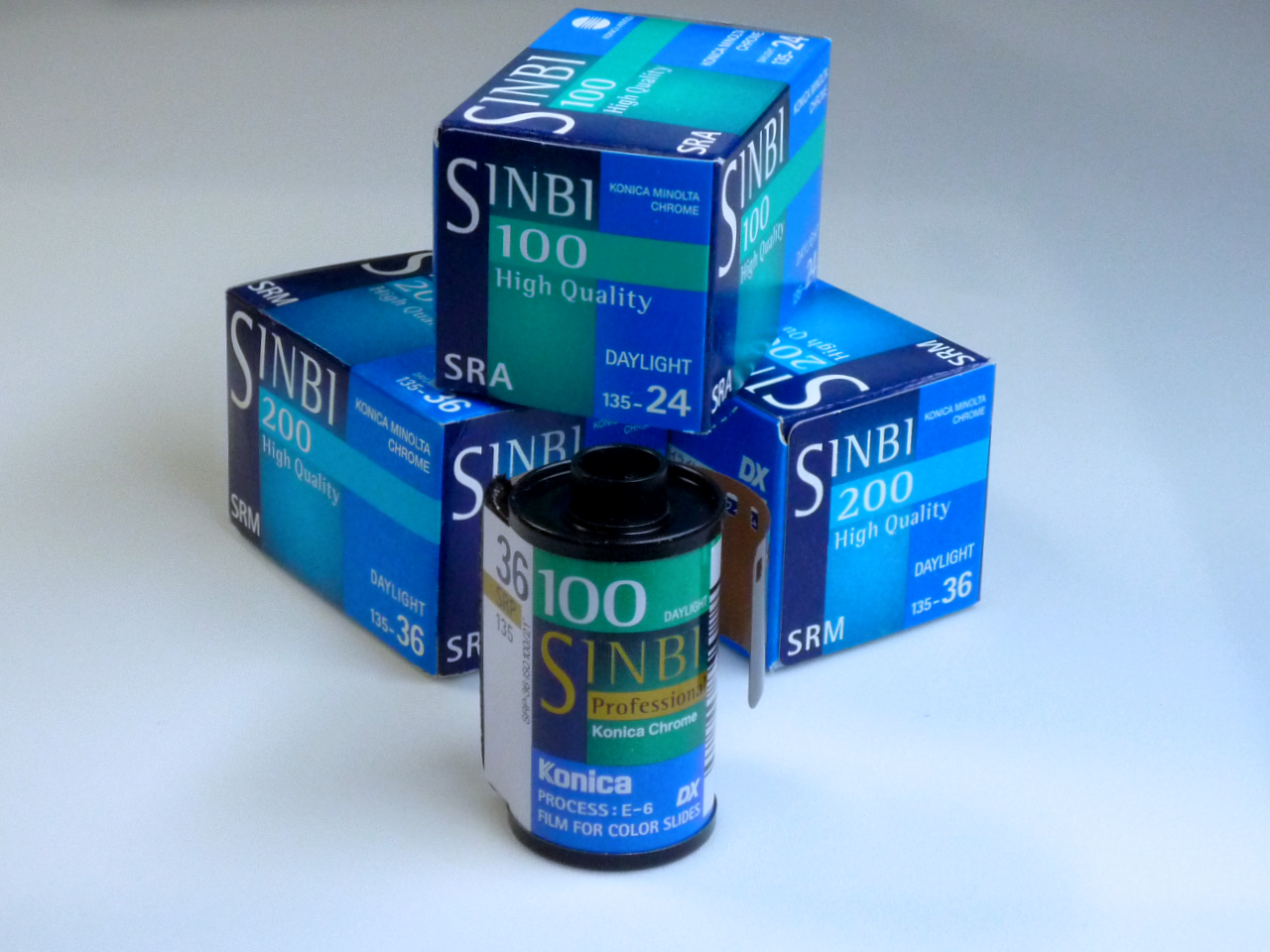
35-mm-filmrulle från Konica Minolta.
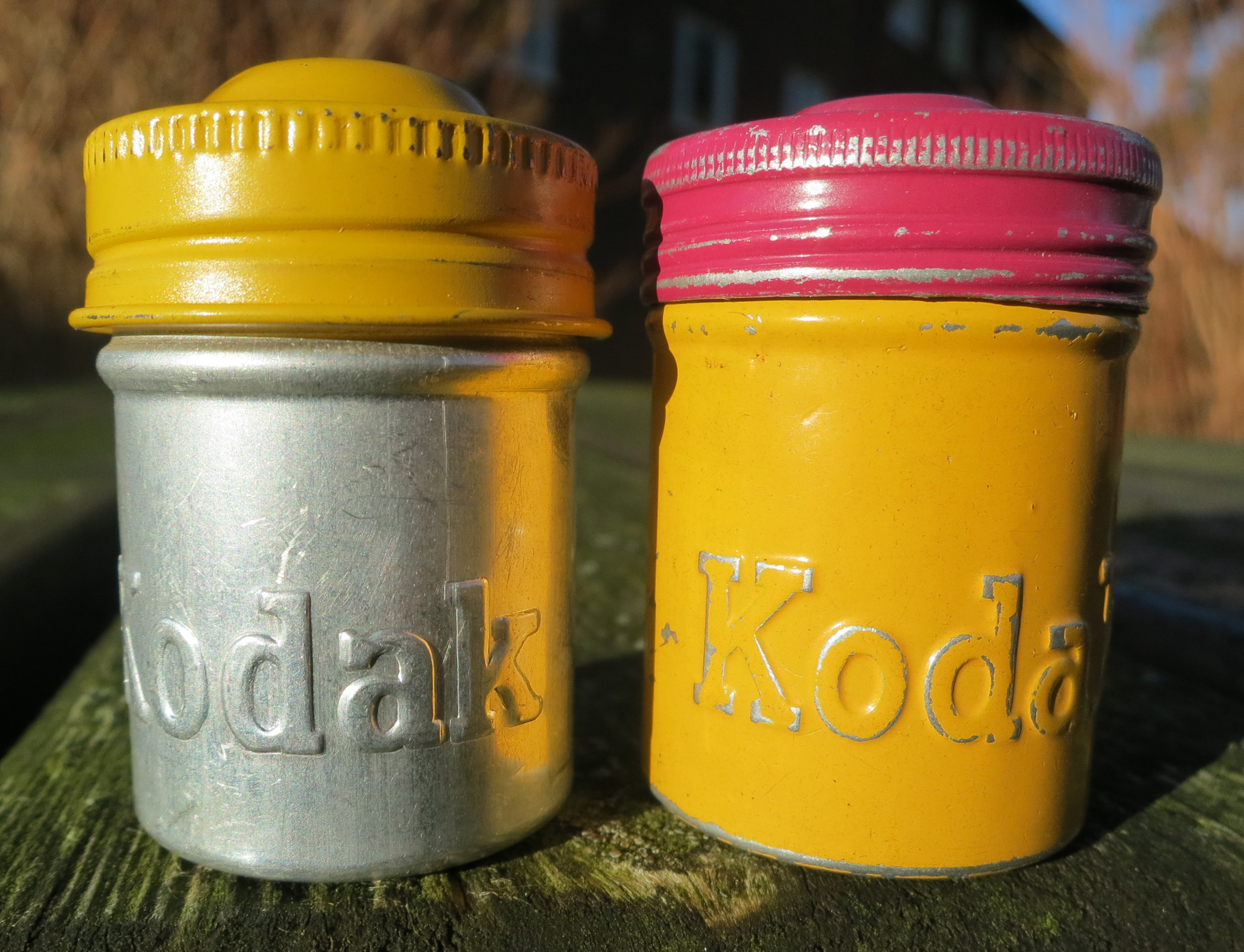
Filmrulleburkar för 35-mm-film, Kodak, 1950- eller 1960-tal.
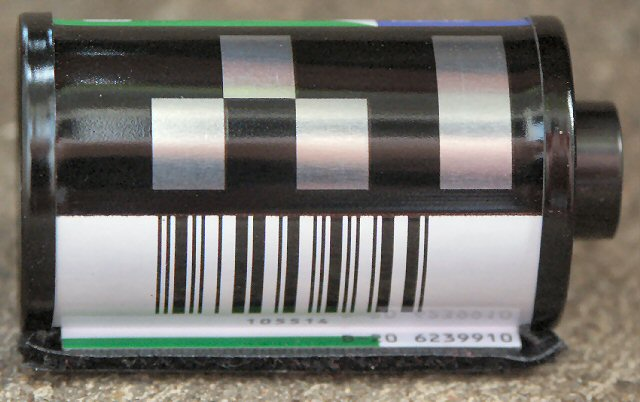
DX-kod för att ställa in kameran efter filmens ljuskänslighet.
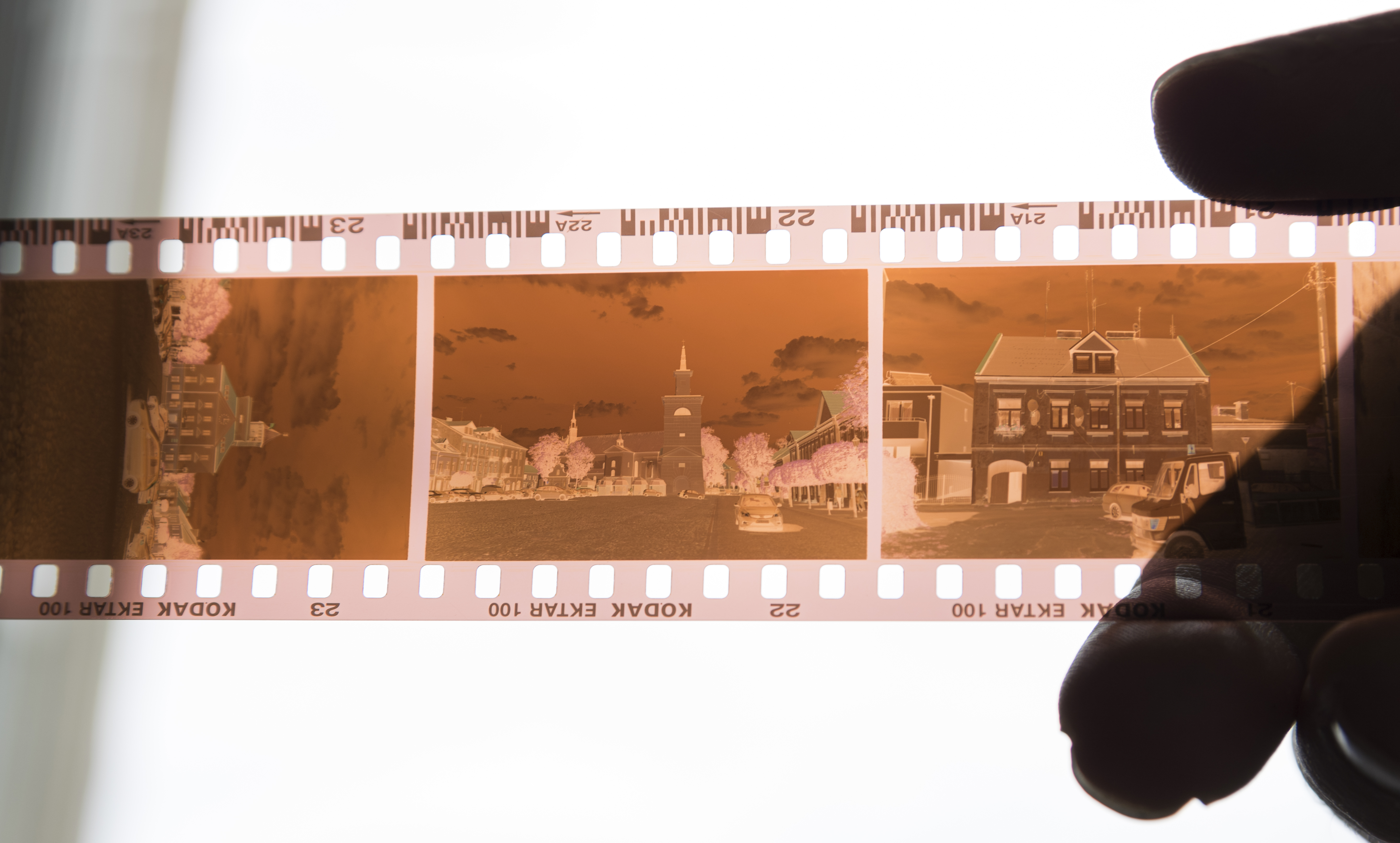
Exponerad, framkallad 35-mm-färgfilm (negativ).
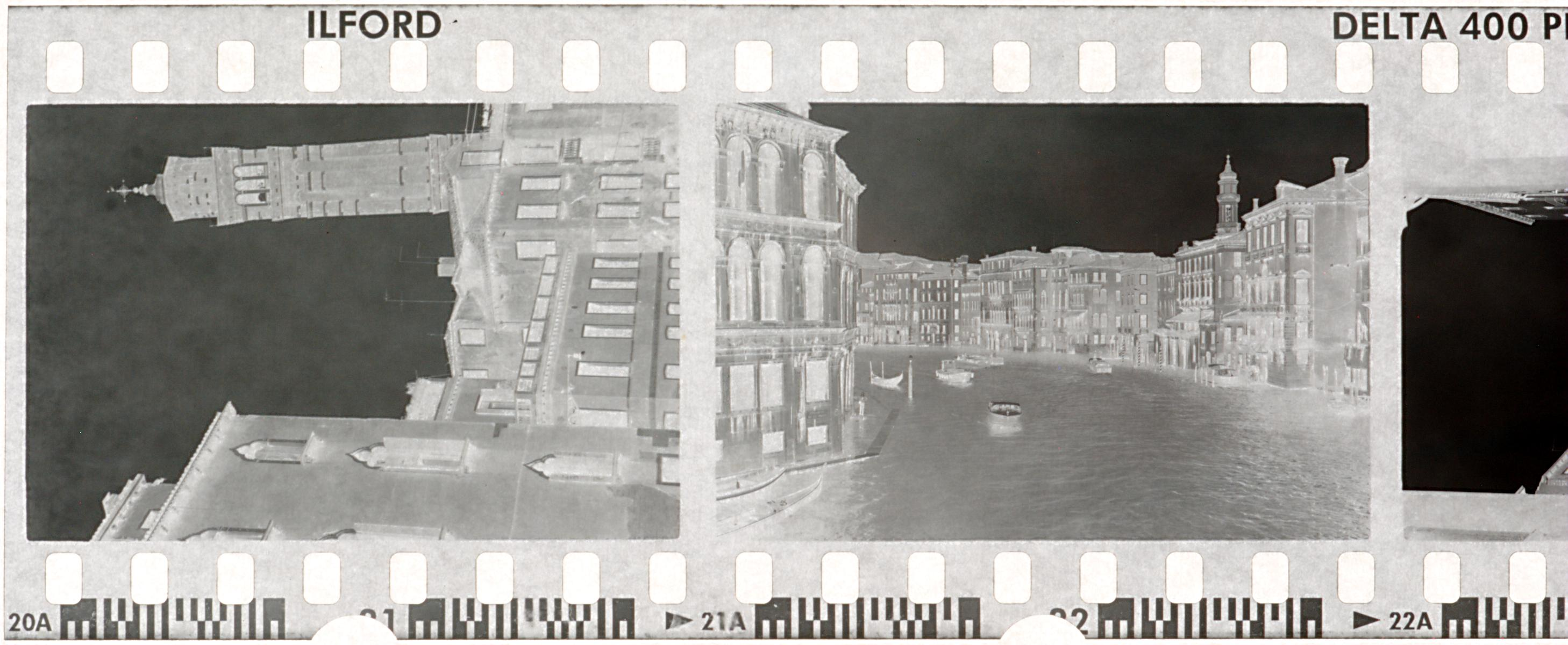
Exponerad, framkallad svartvit 35-mm-film (negativ).